# Silk Stockings
 Silk Stockings és una pel·lícula musical americana de Rouben Mamoulian, estrenada el 1957.

## Argument
Després del fracàs de tres agents soviètics maldestres en una operació de repatriació d'un compositor, Ninotchka, una agent molt eficaç, és enviada a París per tal d'aconseguir-ho allà on els seus companys han fracassat. Comença per fer el procés d'un Occident decadent abans de caure sota l'encant d'un productor de cinema que, tant sí com no, l'entestarà a revisar el seu judici...

## Repartiment
- Fred Astaire: Steve Canfield
- Cyd Charisse: Ninotchka Yoschenko
- Janis Paige: Peggy Dayton
- Peter Lorre: Brankov
- George Tobias: Marcovitch
- Jules Munshin: Bibinski
- Joseph Buloff: Ivanov
- Wim Sonneveld: Boroff

## Al voltant de la pel·lícula
- Silk Stockings és un remake de la penúltima pel·lícula de Greta Garbo, Ninotchka. És també una de les últimes pel·lícules de Fred Astaire i una de les últimes pel·lícules musicals produïdes a Hollywood en els anys 1950.
- Aquesta pel·lícula presenta de manera molt estereotipada els soviètics i el seu estil de vida. Una escena ensenya una carta que Ninotchka rep: tota la carta és censurada excepte l'encapçalament i la signatura. Una altra escena és un diàleg entre Ninotchka i Steve Canfield: «Però Mr. Canfield, no el posa trist ser en una societat en què la gent és explotada?» -«No, formo part dels que exploten», seguida de somriures intercanviats.